# Glass Spider Tour
Die Glass Spider Tour war eine weltweite Konzerttournee des britischen Singer-Songwriters David Bowie, die zur Bewerbung seines 1987 veröffentlichten Studioalbums Never Let Me Down diente. Das Lied Glass Spider aus diesem Album diente dabei als Namensgeber der Tournee.

## Hintergrund
Davie Bowie startete seine Glass Spider Tour am 30. Mai 1987 in Rotterdam und beendete sie am 28. November des gleichen Jahres in Auckland. Insgesamt umfasste die Tournee 86 Auftritte in Europa, Nordamerika, Australien und Neuseeland. Dank eines Sponsorings von Pepsi sollte die Tournee auch in Sowjetunion und Südamerika Station machen, diese Pläne wurden jedoch nicht realisiert.
Es war Bowies erste längere Welttournee seit seiner Serious Moonlight Tour im Jahr 1983, da er zu seinem vorherigen Album Tonight (1984) keine begleitende Tour absolviert hatte.
Bowie konzipierte die Tour als Theatershow und fügte gesprochene Einleitungen zu einigen Liedern und Vignetten hinzu und verwendete visuelle Elemente wie projizierte Videos, Theaterbeleuchtung und Bühnenrequisiten. Auf der Bühne wurde Bowie von Gitarrist Peter Frampton und einer Gruppe von fünf Tänzern begleitet, die von der bekannten Schauspielerin und Choreografin Toni Basil unterrichtet wurden. Unter dem Motto „Rockstars vs. Realität“ war die Show in zwei Teile aufgeteilt. Die Setlist wurde im Laufe der Tour geändert, da Bowie einige seiner neueren Songs zugunsten älterer Lieder aus seinem Repertoire fallen ließ.
Das Set der Tour, das damals als „das größte Tourset aller Zeiten“ beschrieben wurde, sollte wie eine riesige Spinne aussehen. Es war 18,3 m hoch, 19,5 m breit und bestand aus riesigen Vakuumröhrenbeinen, die von innen mit 6.096 m farbwechselnden Lichtern beleuchtet wurden. Für den Transport eines einzigen Sets waren 43 Lastwagen erforderlich, und das geschätzte Gewicht betrug 360 Tonnen. 4,9 m × 6 m große Videobildschirme zeigten Videos und Bilder der Show für diejenigen im Publikum, die weiter von der Bühne entfernt waren. Das für die Durchführung der Show erforderliche System umfasste zwei separate Soundsysteme, 260 Lautsprecherboxen, 1.000 Lichter mit einer Gesamtleistung von 600.000 Watt und drei Computer.
Mit über sechs Millionen Besuchern weltweit war es Bowies bis dato erfolgreichste Tournee überhaupt, aus Bowies eigener Sicht im Rückblick aber auch ein großes künstlerisches Fiasko. Wie bereits sein Album Never Let Me Down erhielt auch die begleitende Tour negative Kritiken, die die Konzerte als „prätentiös“ und Bowie als „größenwahnsinnig“ bezeichneten. Dennoch hatte die Tour einen großen Einfluss auf die späteren Tourneen anderer Künstler, was aufwändige Bühnenshows betraf.
Die negativen Kritiken zu Album und Tour führten jedoch dazu, dass Bowie nicht nur seine Pläne für weitere aufwändige Bühnenshows aufgab, sondern auch seine Motivation, Musik zu machen, überdachte.
Zudem verlief die Tournee nicht ohne Probleme; so starb beispielsweise Michael Clark, ein Bühnenarbeiter der Tour, bei einem Sturz von einem Gerüst vor der Show in Florenz. Das Konzert in Göteborg musste wegen erheblicher Schäden nach einem Bruce-Springsteen-Konzert im Ullevi Stadion von dort auf das Freigelände der nahegelegenen Eriksberg-Werft verlegt werden. Ein Fan ertrank während der Konzerts am Slane Castle in Irland, als er den Fluss Boyne durchschwamm, um hinter die Bühne zu gelangen.
Immer wieder kam es auch zu Ausschreitungen während der Konzerte, so beispielsweise im Zuge von Bowies Auftritt auf dem Platz der Republik am Berliner Reichstag. Tausende Ostdeutsche hatten sich in der Nähe des Brandenburger Tors vor der Mauer versammelt, um zumindest akustisch an dem Ereignis teilhaben zu können, woraufhin es zu Krawallen zwischen den Zuhören und der Ost-Berliner Volkspolizei kam. Laut dem Journalisten Tobias Ruther waren diese Proteste in Ost-Berlin die ersten in einer Reihe von Ausschreitungen, die zu denen um die Zeit des Mauerfalls im November 1989 führten. Obwohl andere Faktoren beim Mauerfall wahrscheinlich einen größeren Einfluss hatten, veröffentlichte das Auswärtige Amt nach Bowies Tod im Januar 2016 auf Twitter den Post: „Good-bye, David Bowie. You are now among #Heroes. Thank you for helping to bring down the #wall.“
Während des nordamerikanischen Teils der Tour behauptete eine 30-jährige Frau namens Wanda Nichols, Bowie habe sie im Mansion Hotel nach einem Auftritt in Dallas sexuell belästigt. Bowie bestritt die Vorwürfe und nannte sie „lächerlich“. Er sagte, Nichols sei mit ihm in seinem Hotelzimmer gewesen, aber alles, was zwischen ihnen vorgefallen sei, sei mit ihrer Zustimmung geschehen. Eine Sprecherin des stellvertretenden Bezirksstaatsanwalts Hugh Lucas sagte am 18. November 1987, die Grand Jury des Dallas County habe gegen Bowie nach zweistündiger Zeugenaussage am 11. November keine Anklage erhoben. „Die Grand Jury fand nicht genügend Beweise, um eine Anklage zu rechtfertigen“, so die Sprecherin.

## Liveaufnahmen
Die Auftritte in Sydney am 7. und 9. November 1987 wurden gefilmt und erschien 1988 unter dem Titel Glass Spider auf VHS. 2007 erfolgte eine Wiederveröffentlichung auf DVD.

## Setlist

### Setlist Europa (Mai – Juli 1987)
Part 1 („Rock Stars“)
- Up the Hill Backwards
- Glass Spider
- Up the Hill Backwards (reprise)
- Day-In Day-Out
- Bang Bang
- Absolute Beginners
- Loving the Alien
- China Girl
- Fashion
- Scary Monsters (And Super Creeps)
- All the Madmen
- Never Let Me Down
- Big Brother/Chant of the Ever Circling Skeletal Family

Part 2 („Reality“)
- 87 & Cry
- “Heroes”
- Time Will Crawl
- Beat of Your Drum
- Sons of the Silent Age
- New York’s in Love
- Dancing with the Big Boys
- Zeroes
- Let’s Dance
- Fame
- Time
- Blue Jean
- Modern Love

### Setlist Nordamerika/Ozeanien (Juli – November 1987)
Part 1 („Rock Stars“)
- Up the Hill Backwards
- Glass Spider
- Up the Hill Backwards (reprise)
- Day-In Day-Out
- Bang Bang
- Absolute Beginners
- Loving the Alien
- China Girl (Lied)|China Girl
- Rebel Rebel
- Fashion
- Scary Monsters (And Super Creeps)
- All the Madmen
- Never Let Me Down
- Big Brother/Chant of the Ever Circling Skeletal Family

Part 2 („Reality“)
- 87 & Cry
- “Heroes”
- Time Will Crawl
- Young Americans
- Beat of Your Drum
- Sons of the Silent Age
- New York’s in Love
- The Jean Genie
- White Light/White Heat
- Let’s Dance
- Fame
- Time
- Blue Jean
- I Wanna Be Your Dog
- Modern Love

## Tourdaten
| Nr.                 | Datum              | Stadt           | Land               | Veranstaltungsort              | Anmerkungen              |
| Leg 1 – Europa      | Leg 1 – Europa     | Leg 1 – Europa  | Leg 1 – Europa     | Leg 1 – Europa                 | Leg 1 – Europa           |
| ------------------- | ------------------ | --------------- | ------------------ | ------------------------------ | ------------------------ |
| 1                   | 30. Mai 1987       | Rotterdam       | Niederlande        | Stadion Feijenoord             |                          |
| 2                   | 31. Mai 1987       | Rotterdam       | Niederlande        | Stadion Feijenoord             |                          |
| 3                   | 2. Juni 1987       | Werchter        | Belgien            | Festivalweide                  | Rock Werchter            |
| 4                   | 6. Juni 1987       | Berlin          | Deutschland        | Platz der Republik             | Concert for Berlin 1987  |
| 5                   | 7. Juni 1987       | Nürburg         | Deutschland        | Nürburgring                    | Rock am Ring             |
| 6                   | 9. Juni 1987       | Florenz         | Italien            | Stadio Artemio Franchi         |                          |
| 7                   | 10. Juni 1987      | Mailand         | Italien            | Stadio Giuseppe Meazza         |                          |
| 8                   | 13. Juni 1987      | Hamburg         | Deutschland        | Festwiese im Stadtpark         |                          |
| 9                   | 15. Juni 1987      | Rom             | Italien            | Stadio Flaminio                |                          |
| 10                  | 16. Juni 1987      | Rom             | Italien            | Stadio Flaminio                |                          |
| 11                  | 19. Juni 1987      | London          | England            | Wembley Stadium                |                          |
| 12                  | 20. Juni 1987      | London          | England            | Wembley Stadium                |                          |
| 13                  | 21. Juni 1987      | Cardiff         | Wales              | Cardiff Arms Park              |                          |
| 14                  | 23. Juni 1987      | Sunderland      | England            | Roker Park                     |                          |
| 15                  | 27. Juni 1987      | Göteborg        | Schweden           | Eriksbergvarvet                |                          |
| 16                  | 28. Juni 1987      | Lyon            | Frankreich         | Stade de Gerland               |                          |
| 17                  | 1. Juli 1987       | Wien            | Osterreich         | Praterstadion                  |                          |
| 18                  | 3. Juli 1987       | La Courneuve    | Frankreich         | Parc Départemental             |                          |
| 19                  | 4. Juli 1987       | Toulouse        | Frankreich         | Stadium Municipal              |                          |
| 20                  | 6. Juli 1987       | Madrid          | Spanien            | Estadio Vicente Calderón       |                          |
| 21                  | 7. Juli 1987       | Barcelona       | Spanien            | Mini Estadi                    |                          |
| 22                  | 8. Juli 1987       | Barcelona       | Spanien            | Mini Estadi                    |                          |
| 23                  | 11. Juli 1987      | Slane           | Irland             | Slane Castle Grounds           |                          |
| 24                  | 14. Juli 1987      | Manchester      | England            | Maine Road                     |                          |
| 25                  | 15. Juli 1987      | Manchester      | England            | Maine Road                     |                          |
| 26                  | 17. Juli 1987      | Nizza           | Frankreich         | Stade Charles-Ehrmann          |                          |
| 27                  | 18. Juli 1987      | Turin           | Italien            | Stadio Comunale Vittorio Pozzo |                          |
| Leg 2 – Nordamerika |                    |                 |                    |                                |                          |
| 28                  | 30. Juli 1987      | Philadelphia    | Vereinigte Staaten | Veterans Stadium               |                          |
| 29                  | 31. Juli 1987      | Philadelphia    | Vereinigte Staaten | Veterans Stadium               |                          |
| 30                  | 2. August 1987     | East Rutherford | Vereinigte Staaten | Giants Stadium                 |                          |
| 31                  | 3. August 1987     | East Rutherford | Vereinigte Staaten | Giants Stadium                 |                          |
| 32                  | 7. August 1987     | San Jose        | Vereinigte Staaten | Spartan Stadium                |                          |
| 33                  | 8. August 1987     | Anaheim         | Vereinigte Staaten | Anaheim Stadium                |                          |
| 34                  | 9. August 1987     | Anaheim         | Vereinigte Staaten | Anaheim Stadium                |                          |
| 35                  | 12. August 1987    | Denver          | Vereinigte Staaten | Mile High Stadium              |                          |
| 36                  | 14. August 1987    | Portland        | Vereinigte Staaten | Civic Stadium                  |                          |
| 37                  | 15. August 1987    | Vancouver       | Kanada             | BC Place Stadium               |                          |
| 38                  | 17. August 1987    | Edmonton        | Kanada             | Commonwealth Stadium           |                          |
| 39                  | 19. August 1987    | Winnipeg        | Kanada             | Winnipeg Stadium               |                          |
| 40                  | 21. August 1987    | Rosemont        | Vereinigte Staaten | Rosemont Horizon               |                          |
| 41                  | 22. August 1987    | Rosemont        | Vereinigte Staaten | Rosemont Horizon               |                          |
| 42                  | 24. August 1987    | Toronto         | Kanada             | Exhibition Stadium             |                          |
| 43                  | 25. August 1987    | Toronto         | Kanada             | Exhibition Stadium             |                          |
| 44                  | 28. August 1987    | Ottawa          | Kanada             | Lansdowne Park                 |                          |
| 45                  | 30. August 1987    | Montréal        | Kanada             | Stade Olympique                |                          |
| 46                  | 1. September 1987  | New York City   | Vereinigte Staaten | Madison Square Garden          |                          |
| 47                  | 2. September 1987  | New York City   | Vereinigte Staaten | Madison Square Garden          |                          |
| 48                  | 3. September 1987  | Foxborough      | Vereinigte Staaten | Sullivan Stadium               |                          |
| 49                  | 6. September 1987  | Chapel Hill     | Vereinigte Staaten | Dean E. Smith Center           |                          |
| 50                  | 7. September 1987  | Chapel Hill     | Vereinigte Staaten | Dean E. Smith Center           |                          |
| 51                  | 10. September 1987 | Milwaukee       | Vereinigte Staaten | Marcus Amphitheater            | Milwaukee Summerfest ’87 |
| 52                  | 11. September 1987 | Milwaukee       | Vereinigte Staaten | Marcus Amphitheater            | Milwaukee Summerfest ’87 |
| 53                  | 12. September 1987 | Pontiac         | Vereinigte Staaten | Pontiac Silverdome             |                          |
| 54                  | 14. September 1987 | Lexington       | Vereinigte Staaten | Rupp Arena                     |                          |
| 55                  | 18. September 1987 | Miami           | Vereinigte Staaten | Orange Bowl Stadium            |                          |
| 56                  | 19. September 1987 | Tampa           | Vereinigte Staaten | Tampa Stadium                  |                          |
| 57                  | 21. September 1987 | Atlanta         | Vereinigte Staaten | The Omni                       |                          |
| 58                  | 22. September 1987 | Atlanta         | Vereinigte Staaten | The Omni                       |                          |
| 59                  | 25. September 1987 | Hartford        | Vereinigte Staaten | Civic Center                   |                          |
| 60                  | 28. September 1987 | Landover        | Vereinigte Staaten | Capital Center                 |                          |
| 61                  | 29. September 1987 | Landover        | Vereinigte Staaten | Capital Center                 |                          |
| 62                  | 1. Oktober 1987    | St. Paul        | Vereinigte Staaten | Civic Center                   |                          |
| 63                  | 2. Oktober 1987    | St. Paul        | Vereinigte Staaten | Civic Center                   |                          |
| 64                  | 4. Oktober 1987    | Kansas City     | Vereinigte Staaten | Kemper Arena                   |                          |
| 65                  | 6. Oktober 1987    | New Orleans     | Vereinigte Staaten | Louisiana Superdome            |                          |
| 66                  | 7. Oktober 1987    | Houston         | Vereinigte Staaten | The Summit                     |                          |
| 67                  | 8. Oktober 1987    | Houston         | Vereinigte Staaten | The Summit                     |                          |
| 68                  | 10. Oktober 1987   | Dallas          | Vereinigte Staaten | Reunion Arena                  |                          |
| 69                  | 11. Oktober 1987   | Dallas          | Vereinigte Staaten | Reunion Arena                  |                          |
| 70                  | 13. Oktober 1987   | Los Angeles     | Vereinigte Staaten | Dodger Stadium                 |                          |
| 71                  | 14. Oktober 1987   | Los Angeles     | Vereinigte Staaten | Dodger Stadium                 |                          |
| Leg 3 – Ozeanien    |                    |                 |                    |                                |                          |
| 72                  | 29. Oktober 1987   | Brisbane        | Australien         | Entertainment Centre           |                          |
| 73                  | 30. Oktober 1987   | Brisbane        | Australien         | Entertainment Centre           |                          |
| 74                  | 3. November 1987   | Sydney          | Australien         | Entertainment Centre           |                          |
| 75                  | 4. November 1987   | Sydney          | Australien         | Entertainment Centre           |                          |
| 76                  | 6. November 1987   | Sydney          | Australien         | Entertainment Centre           |                          |
| 77                  | 7. November 1987   | Sydney          | Australien         | Entertainment Centre           |                          |
| 78                  | 9. November 1987   | Sydney          | Australien         | Entertainment Centre           |                          |
| 79                  | 10. November 1987  | Sydney          | Australien         | Entertainment Centre           |                          |
| 80                  | 13. November 1987  | Sydney          | Australien         | Entertainment Centre           |                          |
| 81                  | 14. November 1987  | Sydney          | Australien         | Entertainment Centre           |                          |
| 82                  | 18. November 1987  | Melbourne       | Australien         | Kooyong Stadium                |                          |
| 83                  | 20. November 1987  | Melbourne       | Australien         | Kooyong Stadium                |                          |
| 84                  | 21. November 1987  | Melbourne       | Australien         | Kooyong Stadium                |                          |
| 85                  | 23. November 1987  | Melbourne       | Australien         | Kooyong Stadium                |                          |
| 86                  | 28. November 1987  | Auckland        | Neuseeland         | Western Springs Stadium        |                          |

## Band
- David Bowie: Gesang, Gitarre
- Peter Frampton: Gitarre, Gesang, Hintergrundgesang
- Carlos Alomar: Gitarre, Hintergrundgesang
- Carmine Rojas: Bass
- Alan Childs: Schlagzeug
- Erdal Kızılçay: Keyboards, Trompete, Percussion, Violine, Hintergrundgesang
- Richard Cottle: Keyboards, Saxophon, Tamburin, Hintergrundgesang